# Gonzaga Bulldogs

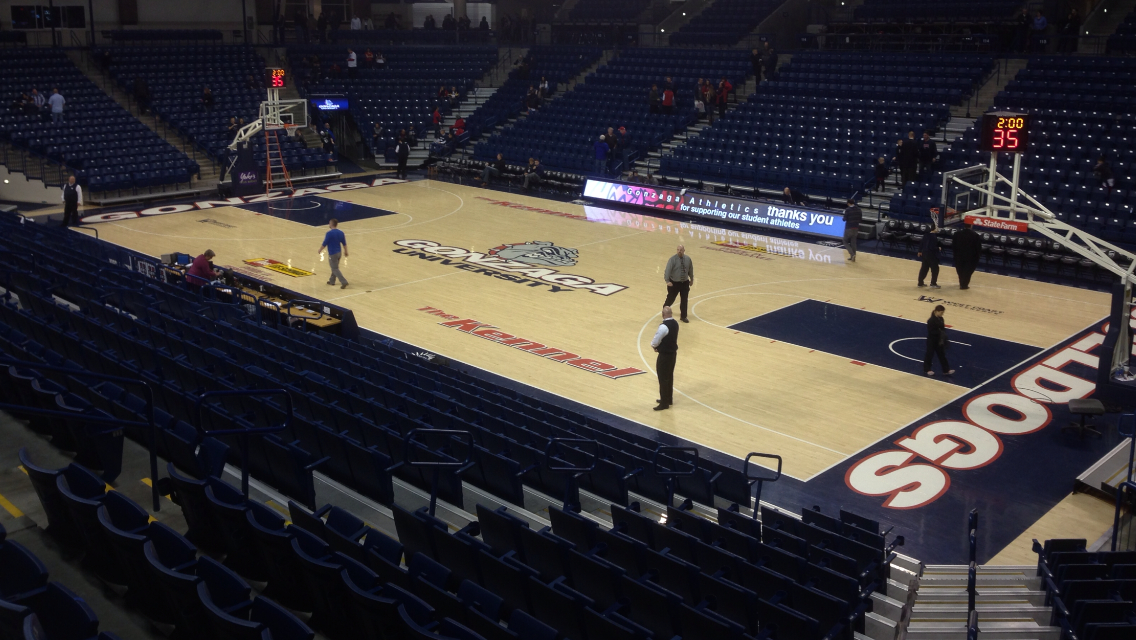
McCarthey Athletic Center

Gonzaga Bulldogs (español: Bulldogs de Gonzaga) es la denominación que reciben los equipos deportivos de la Universidad Gonzaga, situada en Spokane, Washington. Los equipos de los Bulldogs participan en las competiciones universitarias organizadas por la NCAA, excepto los de Remo que lo hacen en la Intercollegiate Rowing Association. En la NCAA forman parte de la West Coast Conference. 

## Apodo
En los años 10 y años 20, Gonzaga aspiraba a ser el "Notre Dame del Oeste" y adquirió el apodo de Fighting Irish. En 1921 se cambió a bulldogs. También son conocidos como Zags.

## Programas deportivos
Tienen 18 equipos:
| - Masculino - Baloncesto - Fútbol - Tenis - Campo a través - Atletismo - Atletismo en pista cubierta - Remo - Golf - Béisbol | - Femenino - Baloncesto - Fútbol - Tenis - Campo a través - Atletismo - Atletismo en pista cubierta - Remo - Golf - Voleibol |

## Baloncesto
El baloncesto masculino ha sido siempre el equipo más exitoso de Gonzaga. Desde 2004 juega sus partidos en el McCarthey Athletic Center. Tras su apertura, los Bulldogs mantuvieron una racha de 38 partidos consecutivos ganando, la más larga de la historia de la NCAA, cortada en febrero de 2007 por Santa Clara Broncos.
Los Bulldogs siempre han estado considerados como un equipo grande. Gonzaga es una de las nueve universidades que ha conseguido acceder al torneo de la NCAA en los últimos nueve años, y el único programa de su conferencia en hacerlo.
Baloncestistas notables que hayan estudiado en Gonzaga son John Stockton, Adam Morrison, Dan Dickau, Ronny Turiaf, Kelly Olynyk, Domantas Sabonis, Przemek Karnowski, Rui Hachimura, Corey Kispert y Jalen Suggs, Chet Holmgren, entre otros.